# Борсуків
Бо́рсуків —  село в Україні, у Кіптівській сільській громаді Чернігівського району Чернігівської області. Населення становить 185 осіб. До 2015 орган місцевого самоврядування — Олбинська сільська рада.

## Історія
На карті-триверстовці Шуберта 1869 року на території сучасного села позначено кілька хуторів - Лепехи, Сербовщина, Афендиків, Ліс. І за межами села - х.Барсуків. 1901 року - проживало 592 особи. На австрійській карті Operationskarte R 1912 року позначене як Lies.  Станом на 1924 рік х.Борсук (Борсуків) Чемерського району - 148 господарств, 658 жителів. На карті РСЧА 1941 року - х. Барсуков.
Станом на 1972 р. в Борсукові було 377 дворів й 1218 жителів, у школі навчалося 178 учнів. Після приєднання у 1980 р. сільради до колгоспу «Прогрес» до Олбинськоï сільськоï ради та колгоспу «Зоря» село почало занепадати. 1991 року закрили школу. Якщо в 2009 році населення становило 234 жителі, то в 2014 вже 185. Зараз із закладів соціальноï сфери в селі залишилися тільки клуб, бібліотека, фельдшерський пункт та магазин.
3 вересня 2015 року село увійшло до Кіптівської сільської громади шляхом об'єднання із Кіптівською сільрадою.
Староста — Грищенко Людмила Олександрівна із Олбина, яка є також старостою для сусідніх сіл: Олбин, Борсуків, Димерка, Савинка і Самійлівка.
12 червня 2020 року, відповідно до розпорядження Кабінету Міністрів України № 730-р від «Про визначення адміністративних центрів та затвердження територій територіальних громад Чернігівської області», село увійшло до складу Кіптівської сільської громади.
19 липня 2020 року, в результаті адміністративно-територіальної реформи та ліквідації Козелецького району, село увійшло до складу Чернігівського району.

## Населення

### Мова
Розподіл населення за рідною мовою за даними перепису 2001 року:
| Мова       | Кількість | Відсоток |
| ---------- | --------- | -------- |
| українська | 340       | 98.55%   |
| російська  | 5         | 1.45%    |
| Усього     | 345       | 100%     |

## Відомі люди
- Збанацький Юрій Оліферович (1914 — 1994) — український письменник, кінодраматург. Герой Радянського Союзу. Лауреат Державної премії України ім. Т. Г. Шевченка, Літературної премії Чувашії ім. М. Сеспеля, Премії ім. Лесі Українки.
- Богдан Вадим Миколайович, 17 травня 1957 року — громадський та політичний діяч, перший заступник голови Відділення економіки і управління Української академії наук, доктор економіки, академік.